# Coronatus
I Coronatus sono un gruppo gothic metal tedesco, formatosi nel 1999.

## Storia
I Coronatus vennero formati nel 1999 da Georgios Grigoriadis e Mats Kurth, e nel 2003 venne registrato il primo singolo: Von Englen nur; nello stesso anno si unì al gruppo il bassista Chriz diAnno, che lasciò il gruppo per due volte: la prima nel 2004, la seconda nel 2006 (dopo essersi riunito alla band nel 2005). Nel 2007 torna a suonare con i Coronatus per la terza volta.
Grigoriadis lasciò il gruppo alla fine del 2004, e Kurth decise di sostituirlo con due nuove cantanti: Carmen R. Schäfer (ora Lorch) e Viola Schuch. Nel 2006 si unirono al gruppo il tastierista Fabian Merkt, il chitarrista Stefan Häfele e il bassista Wolle Nillies (sostituito l'anno dopo da Chriz diAnno).
Viola Schuch lasciò il gruppo nel 2007, e fu sostituita da Ada Flechtner, che in seguito lascerà il gruppo per dedicarsi allo studio. Il ruolo di seconda cantante verrà ricoperto inizialmente da Lisa Lasch, in seguito da Natalia Kempin.
Nel 2010, si unisce al gruppo il bassista Dirk Baur.
Nel 10 febbraio del 2011, Natalia Kempin lascerà il gruppo per via di differenti opinioni sulla tipologia di musica del gruppo. A sostituirla, ci sarà Mareike Makosch. Inoltre, in breve tempo vengono annunciati altri due ritorni: le cantanti Viola Schuch e Ada Flechtner. Nel 2013 esce Recreatio Carminis.

## Stile
Il gruppo segue lo stile di band come Nightwish e Epica. Cantano in diverse lingue: tedesco, inglese e latino.
Le loro canzoni parlano della vita, delle relazioni interpersonali, di religione e di morte. Il loro stile musicale è un gothic metal melodico, con influenze symphonic metal e pagan metal.
Le voci delle due cantanti sono diverse tra di loro: Carmen R. Lorch è un soprano, mentre Lisa Lasch ha una voce pop-rock.

## Formazione

### Formazione attuale
- Carmen R. Lorch - voce soprano
- Ada Flechtner - voce
- Mareike Makosch - voce
- Aria Keramati Noori - chitarra
- Mats Kurth - batteria
- Dirk Baur - basso

### Turnisti
- Viola Schuch - voce

## Discografia
- 2007 - Lux noctis
- 2008 - Porta obscura
- 2009 - Fabula magna
- 2011 - Terra incognita
- 2013 - Recreatio Carminis
- 2014 - Cantus Lucidus
- 2015 - Raben im Herz
- 2017 - Secrets of Nature
- 2019 - The Eminence of Nature